# グリズリー・リバー・ラン
グリズリー・リバー・ラン（Grizzly River Run）は、ディズニーパークにあるライド型アトラクション。

## このアトラクションが存在するパーク
- ディズニー・カリフォルニア・アドベンチャー（ディズニーランド・リゾート）

## 概要
| グリズリー・リバー・ラン Grizzly River Run | グリズリー・リバー・ラン Grizzly River Run | グリズリー・リバー・ラン Grizzly River Run                                 | グリズリー・リバー・ラン Grizzly River Run                                 |
| ------------------------------------------ | ------------------------------------------ | -------------------------------------------------------------------------- | -------------------------------------------------------------------------- |
| グリズリー・リバー・ラン                   |                                            |                                                                            |                                                                            |
| オープン日                                 | オープン日                                 | 2001年2月9日（ディズニー・カルフォルニア・アドベンチャーと同時にオープン） | 2001年2月9日（ディズニー・カルフォルニア・アドベンチャーと同時にオープン） |
| スポンサー                                 | スポンサー                                 | なし                                                                       | なし                                                                       |
| 所要時間                                   | 所要時間                                   | 約7分                                                                      | 約7分                                                                      |
| 利用制限                                   |                                            | なし                                                                       | なし                                                                       |
| ファストパス                               | ファストパス                               |                                                                            | ○                                                                          |
| シングルライダー                           | シングルライダー                           |                                                                            | ○                                                                          |

ディズニー・カリフォルニア・アドベンチャー開園と同時である2001年2月9日にオープンした。グリズリー・ピークエリアに位置している。設計はウォルト・ディズニー・イマジニアリングが行い、建設はインタミン社が行った。
ゲストは8人乗りの円型のボートに乗って、激流下りをするアトラクション。ボートは序盤に木製のベルトコンベアで巻き上げられ、水が漏れているパイプの下を通りながら、最高地点に到達し、急流の中へ入る。その後曲がりくねった水路を進みながら、途中2回ほど急斜面を滑り降りる。乗り終わったあとは、全身が水でびしょ濡れになってしまうため、アトラクションの周りには荷物を入れるコインロッカーや、ポンチョや着替えの服などが販売されている。

## Trivia
- ディズニーパークにある似たアトラクションとして、ディズニー・アニマル・キングダムにあるカリ・リバー・ラピッドや上海ディズニーランドのロアリング・ラピッドが挙げられる。
- このアトラクションは世界の川下りのアトラクションの中で、一番長いアトラクションである。